# Tratado de Adams-Onís

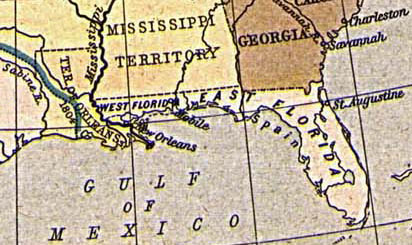
Florida Espanhola em 1810, segundo os historiadores dos EUA - o limite reivindicado pela Espanha na Flórida Ocidental chegava por norte até ao paralelo 32° N, e é grande parte dos actuais estados de Mississippi e Alabama.

O Tratado de Adams-Onís ou Tratado de Transcontinentalidade de 1819 the Florida Purchase Treaty, (antigamente intitulado Tratado de amizade, acerto de diferenças e limites entre sua Majestade católica e os Estados Unidos da América e algumas vezes denominado Florida Purchase Treaty ou Tratado da Florida de 1819) foi o resultado da negociação entre Espanha e Estados Unidos da América para fixar a fronteira entre a nação norte-americana e o então vice-reino da Nova Espanha.
Luis de Onís foi o representante do rei Fernando VII de Espanha e pelos estado-unidenses o secretário de estado John Quincy Adams. A negociação iniciou-se em 1819 e embora se assinasse nesse mesmo ano não foi ratificado senão em 22 de fevereiro de 1821 por ambas as partes.
A fronteira foi fixada para além do rio Sabine e do Arkansas até ao paralelo 42 N, e como consequência imediata a Espanha perdeu as suas possessões além dessa latitude, como aconteceu com o território do Oregon, e também perdeu definitivamente a Flórida, a Louisiana (antes Nova Espanha) e a possibilidade de navegar pelo rio Mississippi. A Coroa Espanhola ficou como única soberana do Texas, território que os Estados Unidos reclamavam como parte da Louisiana e comprada aos franceses em 1803.
O tratado foi benéfico para as duas partes. No caso de Espanha, recebia a soberania do Texas por troca com a soberania, que de facto não tinha, da Flórida. Além disso, os territórios do Oregon eram muito remotos e sem nenhum valor comercial. Os Estados Unidos ganharam a sua transcontinentalidade, a Florida e o território sem fronteiras definidas do Oregon, o qual seria um tema de discussão entre a Grã-Bretanha (no território do Canadá) e os Estados Unidos.
O tratado foi ratificado em 1832 pelo México e Estados Unidos. Assim a fronteira ficaria fixada desta maneira até que em 1848 quando após a guerra Mexicano-Americana o México perderia definitivamente estes estados pelos tratados derivados desta invasão. Como resultado a fronteira Estados Unidos-México seria fixada pelo curso do rio Bravo, também chamado rio Grande do Norte.

## Implementação
Washington criou uma comissão, de 1821 a 1824, que lidava com as reivindicações americanas contra a Espanha. Muitos advogados notáveis, incluindo Daniel Webster e William Wirt, representaram os requerentes perante a comissão. Dr. Tobias Watkins atuou como secretário. Durante seu mandato, a comissão examinou 1 859 reivindicações decorrentes de mais de 720 incidentes de espoliação e distribuiu os US$ 5 milhões de maneira basicamente justa.  O tratado reduziu as tensões com a Espanha (e depois de 1821 no México), e permitiu que os cortadores de orçamento no Congresso reduzissem o orçamento do exército e rejeitassem os planos para modernizar e expandir o exército propostos pelo Secretário de Guerra John C. Calhoun. O tratado foi honrado por ambos os lados, embora mapas imprecisos do tratado significassem que a fronteira entre o Texas e Oklahoma permaneceu obscura durante a maior parte do século 19.